# Kitsuki
Kitsuki (杵築市, Kitsuki-shi) is een stad in de prefectuur Oita, Japan.
De stad heeft 22.955 inwoners (2003) en een bevolkingsdichtheid van 254,43 inwoners per km². Het beslaat een gebied van 90,227 km².
De stad is op 1 april 1955 gesticht.